# Linnea Henriksson
Linnea Henriksson, nata Ellen Linnea Petrea Henriksson (Halmstad, 9 novembre 1986), è una cantante svedese.

## Biografia
Linnea Henriksson si è fatta conoscere col primo album in studio Till mina älskade och älskare, arrivato 21º nella Sverigetopplistan e certificato oro dalla IFPI Sverige. Ha poi fatto uscire Du söker bråk, jag kräver dans, classificatosi 14º nella classifica svedese.
Il disco eponimo (2017) le ha fruttato due nomination ai premi Grammis. Ha in seguito condotto il Melodifestivalen 2020, a fianco di Lina Hedlund e David Sundin. La IFPI Sverige le ha assegnato tre dischi d'oro e tre di platino, equivalenti a 180 000 unità certificate in singoli.
Nel febbraio 2025 ha preso parte al Melodifestivalen, nel tentativo di rappresentare la Svezia all'Eurovision Song Contest 2025 con l'inedito Den känslan'; tuttavia, non è riuscita a qualificarsi per la finale.

## Discografia

### Album in studio
- 2012 – Till mina älskade och älskare
- 2014 – Du söker bråk, jag kräver dans
- 2017 – Linnea Henriksson
- 2018 – Så mycket bättre 2018 - Tolkningarna
- 2023 – Det lilla

### EP
- 2019 – Till från

### Singoli
- 2011 – Väldigt kär/Obegripligt ensam
- 2012 – Alice
- 2012 – Mitt rum i ditt hjärta
- 2013 – Du söker bråk jag kräver dans
- 2017 – Säga mig
- 2017 – Släpper allt (feat. Norlie & KKV)
- 2017 – Vadå
- 2017 – Tänker på dig
- 2018 – Mamma är lik sin mamma (feat. Stor)
- 2020 – Det kommer en tid
- 2021 – Kom närmre
- 2021 – En dålig idé
- 2022 – Champagne
- 2022 – Som du sa
- 2023 – Två delar
- 2024 – Mår du bra mår jag också bra (con gli Jubël)
- 2024 – Ge inte upp på mig
- 2025 – Den känslan
- 2025 – Asfalt & nikotin